# У ритмі танго
«У ритмі танго» (ісп. В ритме танго) — телесеріал аргентинського та російського спільного виробництва з Наталією Орейро у головній ролі.

## Синопсис
Успішний аргентинський футбольний нападник Енріке Рамірес (Артем Панчик) підписує контракт з російським футбольним клубом «Авіатор». Разом з гарною дружиною Наталією Соланос (Наталія Орейро), яка чарівно танцює і співає, вони переїжджають до Москви. Всі колеги Енріке звертають відразу ж увагу на його супутницю, а він в той же час захоплюється подругою капітана його нової команди Ольгою Веневітовою (Ольга Погодіна).

## У ролях
| Актор               | Роль                                     |
| ------------------- | ---------------------------------------- |
| Наталія Орейро      | Наталія Соланос, дружина Енріке Раміреса |
| Артем Панчик        | Енріке Рамірес, перспективний футболіст  |
| Валерій Ніколаєв    | Валерій Сосновський                      |
| Ольга Погодіна      | Ольга Веневітова                         |
| Андрій Смоляков     | Дмитро Колган                            |
| Лев Дуров           | Федор Багін                              |
| Регіна Мянник       | Рита                                     |
| Хорхе Факундо Арана |                                          |
| Джино Ренні         |                                          |